# Сан-Лоренцо (Франция)
Сан-Лоренцо (фр. San-Lorenzo, корс. San Lurenzu) — коммуна во Франции, находится в регионе Корсика. Департамент коммуны — Верхняя Корсика. Входит в состав кантона Голо-Морозалья. Округ коммуны — Корте.
Код INSEE коммуны — 2B304.

## Население
Население коммуны на 2008 год составляло 152 человека.
| 1962 | 1968 | 1975 | 1982 | 1990 | 1999 | 2008 |
| ---- | ---- | ---- | ---- | ---- | ---- | ---- |
| 194  | 215  | 153  | 159  | 91   | 106  | 152  |

## Экономика

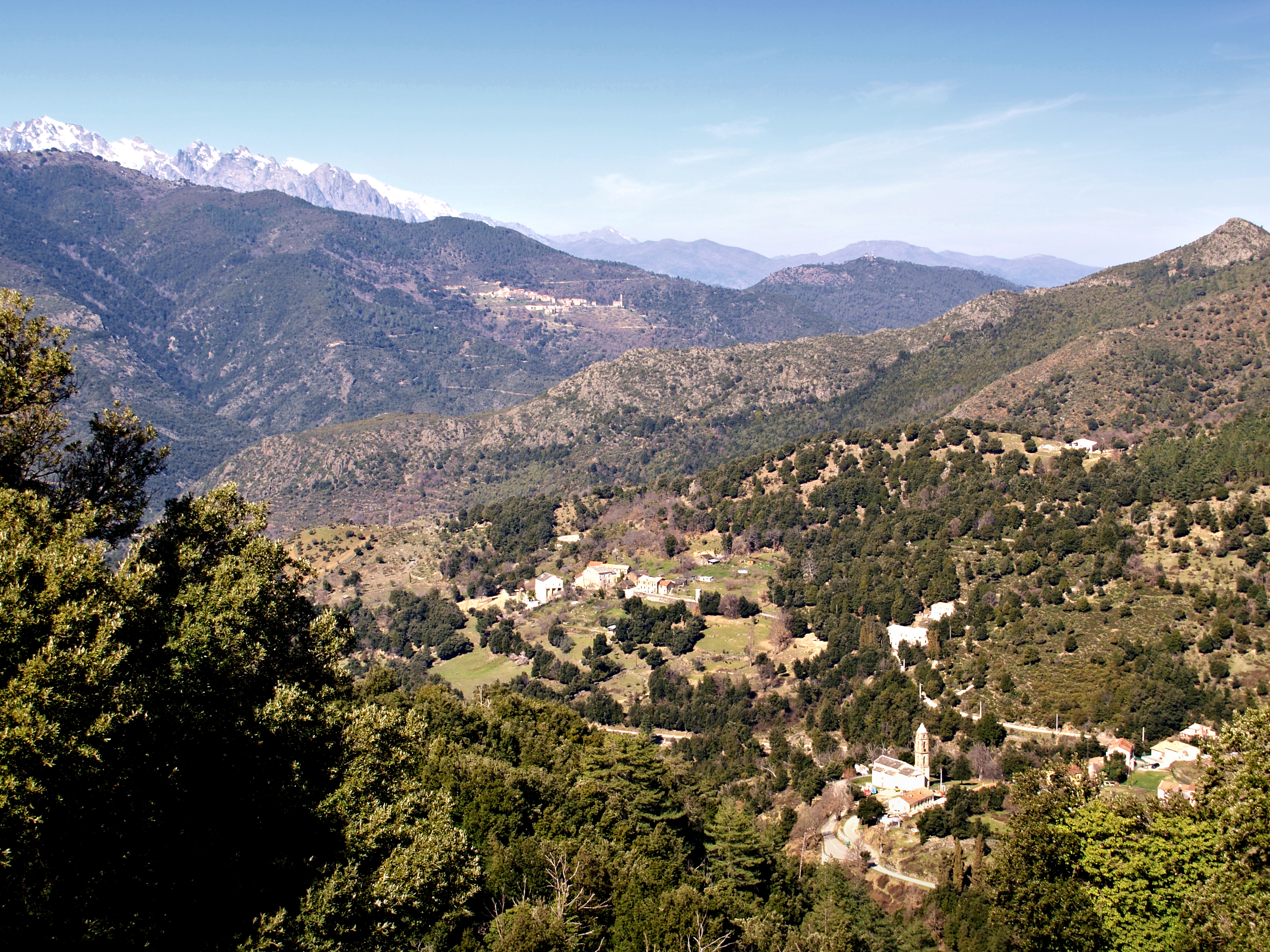
Сан-Лоренцо

В 2007 году среди 84 человек в трудоспособном возрасте (15—64 лет) 52 были экономически активными, 32 — неактивными (показатель активности — 61,9 %, в 1999 году было 62,3 %). Из 52 активных работали 52 человека (34 мужчины и 18 женщин), безработных не было. Среди 32 неактивных 4 человека были учениками или студентами, 13 — пенсионерами, 15 были неактивными по другим причинам.